# Falta (derecho)
La falta o contravención, en Derecho penal, es una conducta antijurídica que pone en peligro algún bien jurídico protegible, pero que es considerado de menor gravedad y que, por tanto, no es tipificada como delito.
Las faltas cumplen con todos los mismos requisitos que un delito (tipicidad, antijuridicidad y culpabilidad). La única diferencia es que la propia ley decide tipificarla como falta, en lugar de hacerlo como delito, atendiendo a su menor gravedad. 
Dado que, por definición, la gravedad de una falta es menor a la de un delito, las penas que se imponen por las mismas suelen ser menos graves que las de los delitos, y se intenta evitar las penas privativas de libertad en favor de otras, como las penas pecuniarias o las de privaciones de derechos.
Desde la modificación del Código Penal español en 2015, esta figura desaparece y, con algunas diferencias, se convierte en lo que ahora se denomina delito leve.